# Abdullah II
Vous pouvez aider à l'améliorer ou bien discuter des problèmes sur sa page de discussion.
- Certaines informations devraient être mieux reliées aux sources mentionnées dans la bibliographie ou les liens externes. Améliorez sa vérifiabilité en les associant par des références. (Marqué depuis février 2025)
- Les conventions bibliographiques ne sont pas respectées. La bibliographie et les liens externes sont à corriger. (Marqué depuis février 2025)

Abu al-Abbas Abdullah II (أبو العباس عبد الله, Abū al-ʿAbbās ʿAbd Allāh ; mort le 27 juillet 903) est un émir d'Ifriqiya ayant régné de 902 à 903.

## Biographie
Les rapports de plus en plus nombreux concernant les atrocités commises par son père Ibrahim II ibn Ahmad parvinrent à Bagdad, ce qui poussa le calife abbasside al-Mu'tadid à réagir. Le calife envoya un messager, qui arriva à Tunis fin 901 ou début 902, porteur d'instructions écrites. Invoquant les mauvais traitements infligés à ses sujets, le calife rappela Ibrahim II à Bagdad et le démit de ses fonctions de gouverneur d'Ifriqiya, nommant à sa place son fils Abu al-Abbas Abdullah, alors en campagne en Sicile.
Contre toute attente, Ibrahim II accepta la décision avec résignation. Il manifesta un repentir apparemment sincère : il revêtit les habits d’un pénitent, déclara un changement de cœur pieux, remit les tributs, abolit les impôts illégaux, ouvrit les prisons, affranchit ses esclaves et confia une partie de son trésor aux juristes de Kairouan pour le redistribuer aux nécessiteux. Il abdiqua en faveur de son fils, qui revint de Sicile en février ou mars 902 et prit le titre d’émir sous le nom d’Abdullah II.
Une fois au pouvoir, Abdullah II tenta de réduire l'autonomie des tribus Berbères Kutama, dans le but d’endiguer la mission ismaélienne menée par Abu 'Abdullah al-Shi'i, mais échoua. Il tenta également d’introduire les écoles de droit hanafites d’Irak en remplacement des écoles malikites traditionnelles d’Ifriqiya, sans succès.
Abdullah II fut assassiné en 903 par son fils Abu Muda Ziyadat Allah, qui souhaitait prendre sa place sur le trône.

## Sources
- Amari (1858 : v.2, p.76)
- Melton, J. Gordon (15/01/2014). Les croyances à travers le temps [4 volumes] : 5 000 ans d'histoire religieuse [4 volumes] . Bloomsbury Publishing USA.  (ISBN 978-1-61069-026-3).
- Abou-Nasr, 1987

- (en) Cet article est partiellement ou en totalité issu de l’article de Wikipédia en anglais intitulé « Abdallah II of Ifriqiya » (voir la liste des auteurs).